# Dangerously
Dangerously is een nummer van de Amerikaanse zanger Charlie Puth uit 2016. Het is de vierde en laatste single van zijn debuutalbum Nine Track Mind.
"Dangerously" gaat volgens Puth over een jongen die zo verliefd is op een meisje, dat hij in extreme mate probeert om dat gevoel wederzijds te maken. Het nummer flopte in Amerika, maar werd wel een mager succesje in een paar Europese landen. In Nederland bereikte het nummer de 18e positie in de Tipparade, en ook in Vlaanderen kwam het nummer niet verder dan de Tipparade.